# 巴尼亚卢卡大学
巴尼亚卢卡大学（羅馬化：Univerzitet u Banjoj Luci）是波斯尼亚和黑塞哥维那塞族共和國的一所公立大学，是波斯尼亚和黑塞哥维那历史第二悠久的大学。2018-19学年，该校共有11,186名在校生。
2019年，该校在QS新兴欧洲和中亚地区排名中位列251-300名。2018年，世界大學網路排名将该校列为波斯尼亚59所高等教育机构中第二好的大学。